# فيمنتين

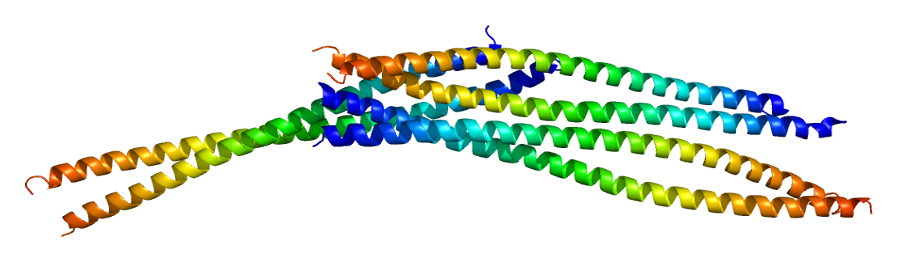

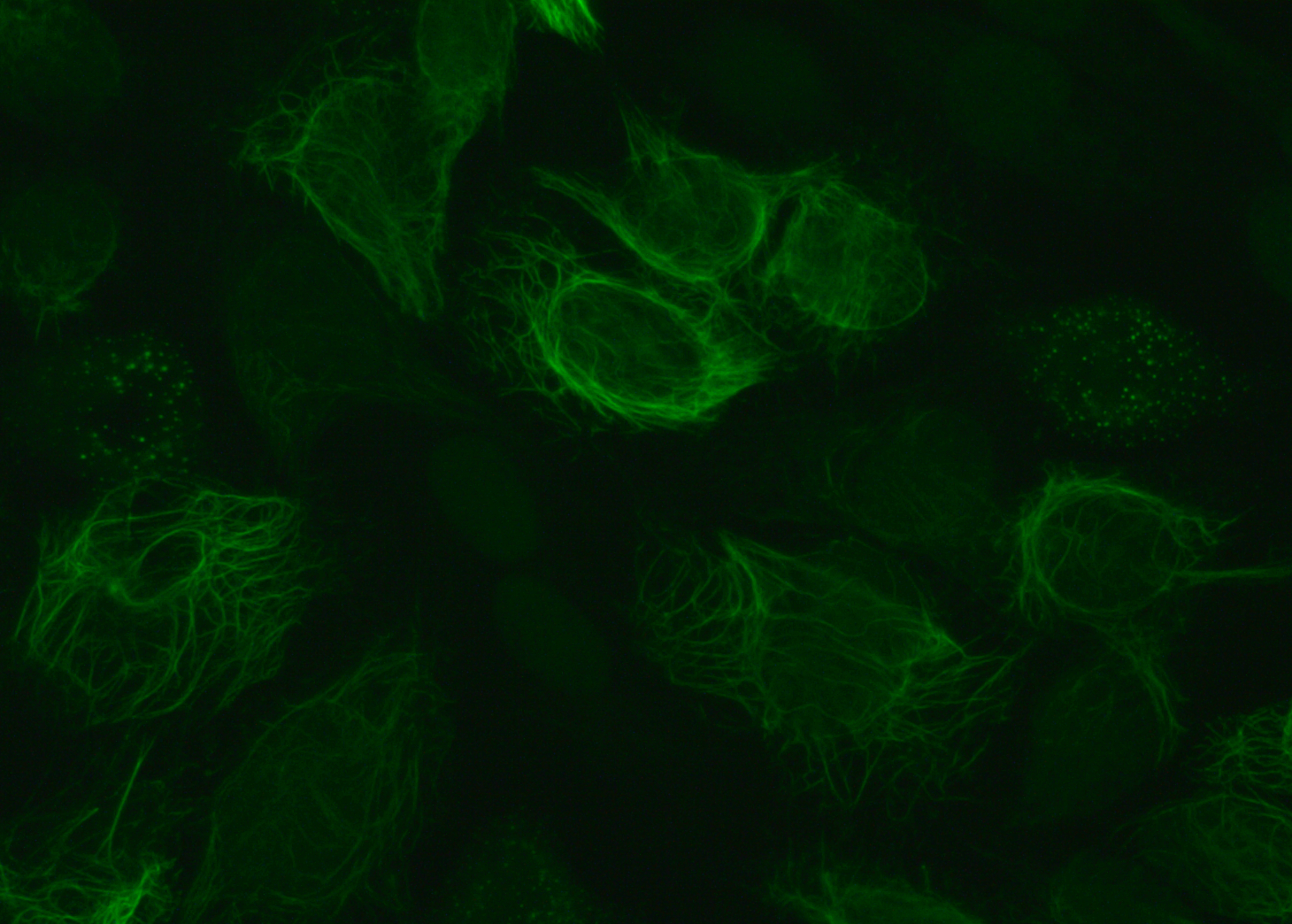

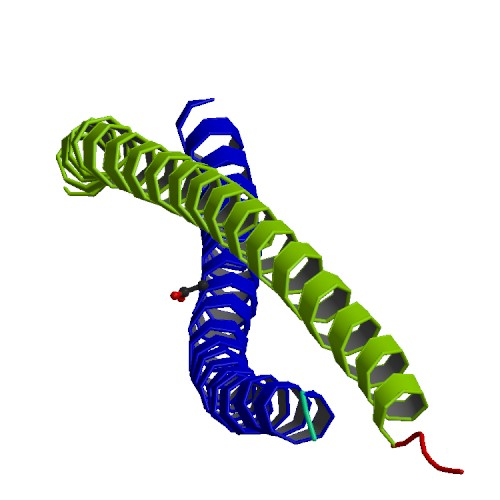
بروتين الفيمنتين

الفيمنتين (بالإنجليزية: Vimentin)‏ عبارة عن نوع من أنواع البروتينات الخيطية المتوسطية (بالإنجليزية: intermediate filament protein)‏ المكونة لهيكل الخلية، وتبلغ الكتلة الجزيئية للفيمنتين البشري 53.689 دالتون، ويوجد الفيمنتين عادةً في سيتوبلازم الخلايا التي تنشأ من اللُّحْمَةُ المُتَوَسِّطَةُ (بالإنجليزية: Mesenchym)‏.
الفيمنتين هو أكثر البروتينات الخيطية المتوسطية انتشارا. والأول في التشكيل في مرحلة تمايز الخلية. الفيمنتين يتشكل ضمن طائفة واسعة من خلايا اللُّحْمَةِ المتوسطة : الخلايا الليفية (أرومة ليفية) (بالإنجليزية: fibroblast cells)‏، الخلايا البطانية (بالإنجليزية: endothelial cells)‏ وما إلى ذلك، وفي عدد من أنواع الخلايا الأخرى المستمدة من الأديم المتوسط (بالإنجليزية: mesoderm)‏، مثل خلايا الركمة المبيضية (بالإنجليزية: ovarian granulosa)‏.
جميع الخلايا البدائية تشكل الفيمنتين ولكن في معظم الخلايا غير المرتبطة باللحمة المتوسطة (بالإنجليزية: non-mesenchymal)‏ يتم استبداله ببروتينات خيطية أخرى خلال تمايز الخلايا. وفي خلايا العضلات اللاوعائية السلسة، يتم استبدال الفيمنتين في كثير من الأحيان بالديزمين (بالإنجليزية: desmin)‏. وهو نفس الأمر الحاصل في خلايا العضلات المخططة.
إلا أنه وخلال عملية التجديد، يعاد إنتاج الفيمنتين. الخلايا اللمفاوية والبلعمية (وما إلى ذلك) تنتج الفيمنتين أيضا، وإن كان بكميات بسيطة جدا. يوجد الفيمنتين ضمن الظهارة المستمدة من الاديم المتوسط، مثل الكلية (محفظة بومان (بالإنجليزية: Bowman capsule)‏)، وبطانة الرحم والمبيض (الظهارة السطحيه)، وفي خلايا الظهار العضلي (الثدي والغدد العرقيه والعابية)، وأيضا في ظهارة الغدة الدرقية.
في أنواع الخلايا تلك، وكما هو الحال في الخلايا المتوسطية، فالفيمنتين يفرز مع السيتوكين (بالإنجليزية: cytokeratin)‏. كما يمكن العثور عليه ضمن خلايا من العرف العصبي.

## الوظيفة
إلى الآن لم يتم الكشف الكامل عن الوظيفة الدقيقة للفيمنتين، الا انه عندما يزال عامل التوريث للفيمنتين (الجين) من فئران التجارب، فإنه تظهر لدى الفئران البالغة انحرافات في تركيبة الخلايا العضلية, على سبيل المثال اخطاء في ترتيب الالياف العضلية.

## الاستخدام الطبي
يستخدم الفيمنتين في علم المرضيات كمؤشر على وجود بعض الأورام السرطانية.